# ヤポンスキー
ヤポンスキー
- Японский - ロシア語で「日本（人）の」を意味する言葉（の男性形）。日本では「ロシア人が用いる（とされる）日本人の蔑称」としても用いられたことがあった。なおロシア語での発音は「イポンスキー」の方が近い。
- ヤポンスキー島 -アメリカ合衆国アラスカ州の島
- お笑い芸人。この項目で記述する。

ヤポンスキーは、かつてワタナベエンターテインメントで活動していたお笑いコンビ。2012年3月31日解散。

## メンバー
- 槙 真太郎（まき しんたろう、1977年2月10日 - ）ツッコミ担当。B型。大阪府大阪市西区出身。
大阪電気通信大学中退。
かつては「ピッタンコ」というコンビで活動していた。
解散後は、芸能界を引退。

- こばやし画伯（こばやしがはく、1975年5月1日 - ）ボケ担当。AB型。長野県松本市出身。
松商学園高等学校、信州短期大学卒業。
ドラマ『裸の大将放浪記』にて山下清を演じた芦屋雁之助に類似した扮装（坊主頭、ランニングシャツに半ズボン）で、ネタに使用する絵も小林が描いている。ゆえに「画伯」とも呼ばれる。
全国高等学校軟式野球選手権大会で準優勝を経験している。
かつては「サボテン21号」というコンビで活動、その後はサボテン小林の名前でピン芸人をしていた。
ポケモン好きである。
落語家の橘家文左衛門（現橘家文蔵）と顔が似ており、2007年11月4日放送の『笑点Jr.』で共演した際に文左衛門を「兄さん」と呼んでいた（逆に文左衛門の方も、こばやしを「弟」と呼んでいた）。
解散後は、「ヤポンスキーこばやし画伯」として活動中。

## ネタ
- 主にスケッチブックを使用したコント、漫才を披露する。
- へのへのもへじの文字を使い、動物やアニメのキャラクターなどいろいろな絵を描くことができる。まれに計算式を使う場合もある（おしりかじり虫、ネズミなど）。ネタ合わせの間にノートに描いて遊んでいたことからこのネタが生まれ、そのネタは5,000種類を超えるという[1]。しかし書き終わった後で更に何画か付け足し、そこで槙が突っ込みを入れることもある。
- ネタの最後に「いい加減にホワイト（しろ）」と言って終わる。爆笑レッドカーペットでは「いい加減にキャッスル（城）・46・ガネーゼ（シロガネーゼ）・無罪（黒＝有罪　白＝無罪）・百－一・日の丸の周りの色（中心＝赤　周り＝白）・エリーゼの俺の好きな方（チョコレート＝黒　ホワイトチョコレート＝白）」などとも言っている。

## テレビ出演
- 爆笑オンエアバトル（NHK）戦績8勝4敗 最高509KB 
  - 第8回チャンピオン大会 セミファイナル8位敗退
  - 2005年から2006年の放送回までは無傷の8連勝を記録するなど非常に好調であったが、2007年以降は一転して調子を落とし4連敗を記録してしまいその後はリベンジを果たせなかった。なおオフエア4回全てが300KB台で6〜7位[2]とあと一歩のところでオンエアを逃している。
  - 番組では2005年度からネタ後のトーク部分がオンエアされるようになったが、彼らはなかなかオンエアされず、2006年9月29日放送回で漸くトーク部分がオンエアされ、その時に「僕ら6戦全敗なんですよ！」と不満を漏らしていた。[3]
- オンバト+（NHK）戦績0勝1敗 最高265KB
- 笑いの金メダル（テレビ朝日系）
- 爆笑ピンクカーペット（フジテレビ系） キャッチコピーは「お絵描き大好き」
- 爆笑レッドカーペット（フジテレビ系） キャッチコピーは「お絵描き大好き」
- お笑いDynamite!（12月29日､TBS）キャッチコピーは「ザ・お笑い漫画道場」
- エンタの神様（日本テレビ系）キャッチコピーは「DW(だぶるわらい)的のお絵かきスター
- タモリのボキャブラ天国 大復活祭スペシャル(2008年、フジテレビ) キャッチコピーは「ロシアから来た裸の大将」
- 草野☆キッド（テレビ朝日系）
- インパクト!（フジテレビ系）
- 石ちゃん森クミのおみや付き?グルメの旅（2009年3月13日、TBS）
- 奇跡体験!アンビリバボー（2009年6月11日、フジテレビ）

## 書籍
- お笑い芸人ヤポンスキーのへのへのもへじ絵（河出書房新社 ISBN 9784309270289、2008年9月1日）

## 連載
- 週刊サッカーダイジェスト『ヤポンスキーのへのへのもへじ～にょ』